# همیه‌لی (قبوستان)
همیه‌لی (به لاتین: Həmyəli یا جیر تکله Cır Təklə) یک منطقه مسکونی در جمهوری آذربایجان است که در شهرستان قبوستان واقع شده است.